# 사외이사
사외이사(社外理事)는 회사의 경영진에 속하지 않는 이사이다. 대주주와 관련없는 외부인사를 이사회에 참가시켜 대주주의 독단경영과 전횡을 사전에 차단하는 제도이다. :114이사로서 상무에 종사하지 않는 자로 정의되거나 비상임이사라고 지칭되기도 하며, 업무집행기관으로부터의 독립성 유무에 의해 사내이사와 구별하는 것이 적절하다.
일반적으로 사외이사는 회사의 피고용인은 아니다. 이사회를 구성하면서 동시에 회사 집행 관리자인 사내이사와는 구별된다. (보통 이들은 경영자이다.) 사외이사제도는 경영진과 최대주주로부터 독립되어 회사 상무에 종사하지 않는 이사를 이사회 구성원으로 선임해서 회사의 의사결정을 견제하고 감시토록 하는 장치로 활용하기 위해서 도입된 제도이다.
위대한 이사회를 만드는 것은 규정과 규제가 아니라, 사람들이 함께 일하는 방식이라는 주장이 있다.

## 선진 관행
실제로 수많은 이사회들이 도입한 선진관행들, 특히 미국·영국·기타 영어권 국가들이 채택한 선진관행들은 모두 어떤 형태로든 이사회의 권한을 강화하고 주주들의 이익을 확대하기 위한 "독립적" 사고를 촉진하고 있다. 이러한 선진 관행들에는 다음과 같은 것들이 있다.
필수적인 위원회
모든 이사회는 핵심적인 세 위원회, 즉 감사위원회, 보수위원회, 기업지배구조 위원회 (이사선임 위원회)를 두어야 한다. 또한 이들 위원회는 100% 사외이사로만 구성되어야 한다. :45 감사위원회, 보수위원회, 기업지배구조 위원회에 사내이사가 포함된다면 이사회는 큰 비난에 직면할 것이다. 미국에서는 이 세 위원회 위원들은 모두 반드시 사외이사여야 한다. CEO를 제외하고 사내이사가 이사회에 소속되는 것에 대한 반대 의견은 점차 확산되고 있다. :157

## 자격

### 독립성
아무리 이사회 관련 규제와 제도가 잘 정비돼 있더라도 이사회가 오너의 입맛에 맞는 사람들로 구성된다면 이사회가 제대로 기능할 수가 없다. 한국의 어느 대기업 H사는 오너가 이사회 의장이면서 사외이사 추천위원장까지 맡고 있다. 이러한 경우, 오너에게 반대 의견을 제시할 수 있는 사외이사가 선임될 가능성은 낮아 보인다.

### 전문성
이사회는 경영진이 마련한 주요 경영 전략을 검토해 승인 여부를 결정하는 게 핵심 역할이다. 따라서 풍부한 기업 운영 경험을 갖춘 전문경영인 출신이 많아야 한다. 이사를 선정함에 있어서 스킬 매트릭스(skill matrix)를 활용하라는 제안, 이사회를 최고경영자(CEO) 1명과 6명의 사외이사로 구성하고, 이들 사외이사는 기업의 라인 비즈니스에 대해 폭넓은 전문성을 갖춘 프로페셔널이어야 한다는 로버트 포젠(Robert Pozen)의 주장 이 있다. 로버트가 예로 제시한 씨티그룹은 2008년 초반까지 사외이사 16명 중 1명만이 금융회사에서 일한 경험이 있었다. 화학업체, 통신회사, 인문학 교수 출신 등 다양한 인물로 이사회를 구성했지만 점점 복잡해지는 추세에선 적절한 방법이 아니었다는 게 로버트의 지적이다. 결국 씨티그룹의 이사회는 경영진이 위험한 파생상품에 투자하는 게 옳은지 판단할 전문성을 갖추지 못하고 있었다. 해당 업종의 큰 줄기뿐 아니라 지엽적인 사항들까지 꿰뚫고 있는 '진짜 전문가'로만 이사진을 채워야 한다는 것이 로버트의 주장이다. 로버트는 주요 기업에서 은퇴한 CEO 출신을 인재 풀로 활용하라고 충고한다. 실제로 콘ㆍ페리 연구소에 따르면 미국 기업의 96%가 다른 회사의 은퇴한 임원을 사외이사로 활용하고 있다.
그러나 이사회가 경영진으로부터 독립되고 경영에 대해 전문성을 갖춘 인사로 채워졌다고 해서 이사회가 제대로 작동하는 것은 아니다. 경영진이 마련한 경영전략을 논쟁하지 않고 수동적으로 쫓아가기만 하는 문화가 이사회에 배어 있어서는 안 된다. 대표적인 사례가 회계 부정 스캔들로 파산한 엔론이다. 엔론만큼 뛰어난 금융ㆍ회계 전문가를 많이 포진시킨 이사회도 드물었다. 엔론 이사회에는 보험회사 전직 CEO, 국제 금융을 하는 은행의 전직 CEO, 헤지펀드 매니저, 미국 상품선물거래위원회 전직 헤드 등이 포진해 있었다. 하지만 엔론은 경영진에게 반대 의견을 제시하는 이사들이 이사회를 떠나는 분위기였다.

### 자질
미국이나 한국이나 일부 이사들은 이사회를 고급 사교클럽 또는 멤버십 클럽으로 생각한다. 주요 기업의 이사회 멤버라는 자리가 제공하는 사회적 특권과 급여 때문에 사외이사 자리를 탐내는 이들이다. 경영 구루(guru)로 꼽히는 로저 마틴 캐나다 토론토대 경영대학원 교수는 자신의 블로그에 올린 "나쁜 이사회를 구분할 수 있는 6가지 방법"이라는 글에서 이사회를 멤버십 클럽으로 여기는 나쁜 이사들의 특징을 제시했다. 이사회 멤버가 됐다며 지나치게 자부심을 표시하거나 이사회의 사교적 분위기를 열정적으로 좋아하는 사람들이다.또 사외이사 급여에 대해 불평하거나 평균보다 훨씬 높은 급여를 받으려 하는 사람도 경계대상이다.

## 책임과 의무
사외이사, 비상임이사 등도 회사의 이사임에는 사내이사와 다를 바 없으므로 사외이사, 비상임이사 등에도 상법상 이사의 책임과 의무에 관한 규정 등이 모두 적용된다. :325 이에 대해 대한민국 대법원은 "주식회사의 업무집행을 담당하지 아니한 평이사는 이사회의 일원으로서 이사회를 통하여 대표이사를 비롯한 업무담당이사의 업무집행을 감시하는 것이 통상적이긴 하나 평이사의 임무는 단지 이사회에 상정된 의안에 대하여 찬부의 의사표시를 하는 데에 그치지 않으며 대표이사를 비롯한 업무담당이사의 전반적인 업무집행을 감시할 수 있는 것이므로, 업무담당이사의 업무집행이 위법하다고 의심할 만한 사유가 있음에도 불구하고 평이사가 감시의무를 위반하여 이를 방치한 때에는 이로 말미암아 회사가 입은 손해에 대하여 배상책임을 면할 수 없다고 할 것이다"라고 한 바 있다.
정밀기계 대기업인 세이코 그룹의 중핵기업인 세이코 인스트루먼트(Seiko Instruments)는 2006년 11월에 열린 임시이사회에서 창업가 일족인 하토리 주니치(服部純市) 회장 겸 사장 대행을 긴급동의로 해임했다. 실제 이 해임극의 열쇠가 된 인물은 전 도쿄해상화재보험 회장인 노고 순지(河野 俊二)와 전 칼소닉칸세이 회장인 오노 하루오(大野陽南)라는 두 명의 사외이사였다. 두 사람 모두 전 회장 하토리를 통해 임명되었기 때문에 심정적으로는 하토리를 지지하고 싶었을지도 모른다. 하지만 하토리의 독단전행에 대해서 사내에 들끓는 불만의 목소리와 간부들의 호소에 귀를 기울이고, 심사숙고한 끝에 해임안에 찬성하는 쪽이 회사에 이익이 된다고 결단을 내렸던 것이다. :187
20년간 홈디포의 최고경영자를 거쳐 홈디포의 이사회 의장을 역임한 버나드 마커스 (Bernard Marcus)는 이사의 자격에 대해, "나는 (이사회 이사로서) 많은 질문을 (경영진에게) 할 것이다. 만약 답을 얻지 못한다면 나는 자리에 앉지 않을 것이다. (많은 질문을 던지고 답을 요구하는) 이런 유형의 이사야말로 내가 홈디포 이사회에 앉히려는 사람이기 때문이다."라는 견해를 피력했다. 이사회는 경영진이 승인을 요청한 경영 전략과 현안에 대해 적극적으로 논쟁을 벌이는 것을 의무로 삼아야 한다. 잘못된 경영 전략이라고 판단하면 이사회 이사는 경영진에게 적극적으로 `노`(No)라고 말할 수 있어야 한다는 뜻이기도 하다. 이사회가 오너와 경영진의 거수기에 그치는 젠틀맨 그룹이어서는 안 된다는 얘기다. 이사회가 경영진이 제시한 경영전략을 따지고 때로는 거부할 수 있으려면 충분한 정보가 있어야 한다. 그러나 경영진은 이사회에 정보 제공을 꺼리는 경향이 있다. 따라서 이사회는 적극적으로 경영진에게 정보를 요구해야 한다. 이를 위해서는 이사회와 경영진 상호 간, 이사회 멤버 상호 간에 신뢰가 있어야 한다. 경영진이 일부 이사들만을 대상으로 비공식적인 채널을 유지한다거나, 이사회 내부에서 여러 정치적인 분파가 생긴다면 신뢰가 유지될 수 없다.

## 평가
사외이사의 평가에 대해 이러한 의견이 있다. "사외이사들은 이사회 평가의 필요성을 받아들여야 하며 이사회는 무능한 이사들을 퇴출시키고 이사회의 전체적인 업무 수행 방식을 비판적인 입장에서 평가해야 할 권리와 의무를 지닌다는 사실은 두말할 필요가 없다. 성공한 기업의 위계질서상 가장 높은 곳에 앉아 있는 이사가 자신만 실적 평가에서 제외시킬 수는 없는 일이다. 사외이사의 재임명 또한 평가를 거쳐야 하고 동료 사외이사들의 승인을 얻어야 한다." :293 GE의 "주재이사"(presiding director)는 의장 겸 CEO와 함께 이사회 연간 자체 평가를 주도한다. :172

## 국가별 사외이사

### 대한민국
대한민국에서는 1998년에 처음으로 도입되었다. 상법이 규정하고 있는 사외이사의 권한과 책임은 일반이사에 준한다. 따라서 비록 평상시에는 회사 밖에서 활동하지만 정기 이사회나 주요 경영현안이 있을 경우 이사회에 참석하여 의사를 개진함은 물론, 필요한 자료를 열람할 수 있다. 자신의 판단착오로 경영실패를 초래했을 경우 마찬가지로 그에 상응한 책임도 부과된다. 자산규모가 2조원을 넘는 기업의 경우 최소한 이사의 2분의1을 사외이사로 등재토록 하고 있다. :114
도입
1997년에 대한민국에서 발생한 외환위기를 극복하고 기업경쟁력을 제고하기 위해서 정부는 기업구조조정을 추진하였다. 기업구조조정 추진방안에는 기업지배구조개선을 위한 다양한 제도 개선들이 있었는데 그중 하나로 도입된 것이 사외이사제도였다. 당시 정부는 기업의 대주주나 경영진의 독단적 경영으로 인해서 기업경영의 효율성이 저해되고, 이로 인한 경영투명성 저하가 경제위기의 한 요인으로 작용하였다고 판단, 이러한 문제를 해소하고자 사외이사제도를 도입하게 된 것이다.
요건 (상법 등)
대한민국의 상법은 "사외이사는 해당 회사의 상무(常務)에 종사하지 아니하는 이사"(제382조 3항)로 정의하면서 그 자격 요건에 있어서 여러 가지 제약을 하고 있다. 사외이사는 회사의 업무집행에 관한 의사 결정, 대표이사의 선출, 업무 집행에 대한 감시 등의 업무를 수행한다.
| 구분                   | 일반규정 (비상장회사)                                                                          | 상장회사 |
| ---------------------- | ---------------------------------------------------------------------------------------------- | --- |
| 선임                   | 의무사항이 아니다. 사외이사를 둔 경우에는 구분한다. 감사위원회를 설치한 경우에는 의무사항이다. | 의무사항이다. 이사총수의 1/4 이상(예외 있음). 자산총액 2조원 이상인 상장회사는 3명 이상(이사총수의 과반수)                                                 |
| 자격                   | 상법 제382조 3항                                                                               | 상법 제382조 3항 및 상법 제542조의8 제2항 |
| 사임, 사망             | 이사의 직무 연장                                                                               | 그 사유가 발생한 후 처음으로 소집되는 주주총회에서 선임 |
| 사외이사후보추천위원회 | 정관으로 임의적으로 설치 가능하다.                                                             | 자산총액 2조원 이상인 상장회사는 설치 의무사항이다. 사외이사가 총 위원의 1/2 이상(추천받은 자 중에서 선임하고 총회회일의 6주 전에 주주가 제안한 후보 포함) |

대한민국에서는, 자산총액 2조원 이상의 상장법인은 총 이사수의 과반수를 사외이사로 선임하여야 한다. 상장법인은 총 이사수의 4분의 1이상을 사외이사로 선임하여야 한다. 자산총액이 1천억원 미만인 벤처기업은 사외이사를 선임하지 않아도 괜찮다.
2009년 개정 상법은 해당 회사의 상무(常務)에 종사하지 아니하는 이사를 사외이사로 규정하고 그 결격사유를 아래와 같이 신설하였다.(상법 제382조 제3항)
1. 회사의 상무에 종사하는 이사 및 피용자 또는 최근 2년 이내에 회사의 상무에 종사한 이사·감사 및 피용자
2. 최대주주가 자연인인 경우 본인과 그 배우자 및 직계 존속·비속
3. 최대주주가 법인인 경우 그 법인의 이사·감사 및 피용자
4. 이사·감사의 배우자 및 직계 존속·비속
5. 회사의 모회사 또는 자회사의 이사·감사 및 피용자
6. 회사와 거래관계 등 중요한 이해관계에 있는 법인의 이사·감사 및 피용자
7. 회사의 이사 및 피용자가 이사로 있는 다른 회사의 이사·감사 및 피용자

그리고 상장회사의 사외이사는 여기에 더하여 다음의 어느 하나에 해당되지 아니하여야 하며, 이에 해당하게 된 경우에는 그 자격을 상실한다. (상법 제542조의8 제2항)
1. 미성년자, 금치산자 또는 한정치산자
2. 파산선고를 받고 복권되지 아니한 자
3. 금고 이상의 형을 선고받고 그 집행이 끝나거나 집행이 면제된 후 2년이 지나지 아니한 자
4. 대통령령으로 별도로 정하는 법률[13]을 위반하여 해임되거나 면직된 후 2년이 지나지 아니한 자
5. 상장회사의 주주로서 의결권 없는 주식을 제외한 발행주식총수를 기준으로 본인 및 그와 대통령령[14]으로 정하는 특수한 관계에 있는 자(이하 "특수관계인"이라 한다)가 소유하는 주식의 수가 가장 많은 경우 그 본인(이하 "최대주주"라 한다) 및 그의 특수관계인
6. 누구의 명의로 하든지 자기의 계산으로 의결권 없는 주식을 제외한 발행주식총수의 100분의 10 이상의 주식을 소유하거나 이사•감사의 선임과 해임 등 상장회사의 주요 경영사항에 대하여 사실상의 영향력을 행사하는 주주(이하 "주요주주"라 한다) 및 그의 배우자와 직계 존속•비속
7. 그 밖에 사외이사로서의 직무를 충실하게 수행하기 곤란하거나 상장회사의 경영에 영향을 미칠 수 있는 자로서 대통령령[15]으로 정하는 자

현황
상장회사 이사 중 사외이사 비율이 1999년 24.8%에서 2005년에는 35.9%로 상승했고, 기업당 사외이사의 수에서도 1999년 1.72명에서 2005년에는 2.22명으로 증가했다. 그러나, 협의회가 2009년 3월 31일 현재 사외이사를 선임하고 있는 전 상장법인 1,578개의 사외이사 현황을 분석한 자료에 의하면 사외이사의 총수는 3,125명으로 한 회사 평균 1.98명이며 2개 회사의 사외이사를 겸직하고 있는 사외이사는 203명이었다. 외국인 사외이사는 75명으로 전체의 2%에 머물렀다. :179~180
사외이사 제도에 따라, 상장회사들은 기업체 임직원 출신 경영인, 교수 변호사 등을 사외이사에 임명해 왔다. 그러나, 사외이사 중 경영인 출신은 전체의 27.8%에 불과했다. 여기에 계열사 임직원 출신인 7.9%를 제외하면 독립적인 사외이사 구실을 할 수 있는 경영인은 사외이사 중 19.9%에 불과했다. 오히려 유수한 대학의 총장들을 비롯하여 대학 교수가 전체의 30%에 이르며 가장 높은 비중을 차지하고 있다. 2005년 경, 210여명의 현직 교수가 사외이사를 겸직하고 있다. 한국에서는 기업체마다 교수가 사외이사로 끼지 않은 곳을 찾기 힘들다. 그러나 이 제도는 그동안 여러 번 문제가 된 적이 있다. 최열, 송자 등이 이 문제로 개인적으로 불이익을 당한 적이 있고, 최근에는 서울대 총장이 사외이사로 있는 회사로부터 지난 4년간 기술자문 대가로 1억4400만원을 받고도 학교에 신고를 하지 않아 물의를 일으키기도 하였다. 한국 기업들은 이사회 멤버가 될 자질을 갖춘 인재를 찾기가 매우 힘들다는 견해가 있다.
대한민국의 상장기업의 사외이사 의무화 이후, 미국과는 달리 사외이사가 차지하는 비중이 클수록 기업가치를 상승시켰고, 또 해당기업과 업무적으로 관계가 있는 사외이사보다는 독립적인 사외이사가 기업가치를 더 많이 상승시키며, 대한민국과 같이 외부충격을 쉽게 받고 효율적으로 기업을 감시할 기관이 충분하지 못한 경제에서는 이사회의 독립성이 중요하다.
하지만, 사외이사가 독립성을 가지고 있지 못해, '거수기'로서의 역할만 한다는 비판이 있다. 실제로 파이낸셜뉴스가 금융감독원 전자공시스템을 통해 49개 기업집단을 조사한 결과 2014년에 사외이사가 의결권을 행사한 1만3284표 중 99.7%인 1만3243표가 찬성으로 나타났다. 따라서, 사외이사의 독립성을 확보할 수 있는 제도를 강화해야한다는 지적이 있다. 사외이사후보추천위원회 제도를 강화해 경영진과 독립된 사외이사진을 꾸려야 한다는 것이다.

### 일본
일본에서도 기업 지배구조의 강화를 외치며, 그 일환으로 사외이사 제도를 도입하는 기업이 늘고 있다. 2006년 9월말 현재 금융을 제외한 도쿄증권 1부 시가총액 상위 100개사 중 이미 절반 이상인 61개 회사가 사외이사를 선임하고 있다.
일본에서 사외이사는 제 역할을 하지 못한다는 인식도 뿌리 깊다. 외부에서 영입되어 사업의 실태도 모르는 아마추어가 올바른 경영 판단을 할 리 없다는 것이 그 이유다. 하지만 개중에는 주주를 대신해서 경영을 직접 감시하고, 사내이사의 폭주를 막으며, 의사결정 과정에 엄중한 눈을 치켜뜨고 본래의 역할을 다하는 사외이사도 찾아볼 수 있다. :187

### 영국
영국은 풍부한 사업 경험과 상업적 백그라운드를 가진 경영인 출신으로 이사회를 구성한다.
영국에서 사외이사는 다음과 같은 업무에 관여하고 있다. (2003년 데릭 힉스가 영국 정부로부터 위탁받아 작성한 보고서에 의거)
- 전략: 사외이사는 기업 전략에 대한 건설적인 안들을 내놓아야 한다.
- 성과: 사외이사는 경영의 효율성과 성과를 짜내야 한다. 주어진 목표과 목적에 맞게 말이다.

사외이사는 다음과 같은 부문에 있어서 "독립적인" 의견을 내놓아야 한다:
- 자원
- 임명
- 윤리

사외이사는 기업지배구조 프로세스에 있어서 후견인이라 말할 수 있다. 사외이사는 매일 일어나는 기업의 소소한 업무에는 관여는 안 하지만, 회사 경영진의 경영 내역을 감시하는 일을 하며, 또한 기업 전략을 수립하는 데 일조를 한다.

### 미국
미국 기업의 78%는 다른 기업의 최고경영자(CEO) 또는 최고운영책임자(COO)를 사외이사로 선임할 정도로 전문경영인을 이사회 멤버로 영입하는 데 적극적이다. 절반 정도의 미국 기업은 학계 출신이 아예 이사회에 참여하지 않고 있다. 예를 들어 월마트는 사외이사 16명이 전문경영인이거나 투자자, 은행가 등으로 구성돼 있으며 교수는 단 한 명도 없다.

## 같이 보기
- 에이전시 비용
- 회장
- 기업지배구조
- 사내이사
- 이사회

## 추가 문헌
- Merson, Rupert (2003). 《Non-Executive Directors》. Profile Books Ltd. ISBN 1-86197-499-X.

### 내용주
1. ↑  제프리 소넨펠트(Jeffrey Sonnenfeld) 미국 예일대 경영대학원(Yale School of Management) 교수가 하버드 비즈니스 리뷰에 기고한 "무엇이 위대한 이사회를 위대하게 만드는가"라는 글에서 이같이 말했다.
2. ↑  이사회가 필요한 여러 자질을 가로 축에 놓은 다음, 이사회 멤버들마다 해당 자질을 갖추고 있는지 표시하는 것이다. 그러면 지금 우리 이사회는 어떤 자질이 부족한지가 분명하게 드러난다. 이런 자질을 갖춘 이사를 찾아 선임하라는 게 램 차란의 충고다.
3. ↑  램 차란의 제안이다.
4. ↑  로버트 포젠 미국 하버드대 경영대학원 교수가 "빅 아이디어: 프로페셔널 이사회를 위한 제안"이라는 글과 미국 경영월간지 하버드비즈니스리뷰(HBR) 2010년 12월호에 실린 기고문을 통해 주장한 것이다.
5. ↑  제프리 소넨펠트 미국 예일대 경영대학원 교수가 `무엇이 위대한 이사회를 만드는가`라는 글에서 말한 것이다.
6. ↑  2005년 3월 한국상장회사협의회의 발표에 따르면 그렇다.
7. ↑  경제개혁연구소가 2009년 4월을 기준으로 81개 기업집단 계열사 263곳을 분석한 결과이다.
8. ↑  이구택 전 포스코 회장이 올해 한 심포지엄에서 밝힌 바이다. "한국은 사외이사의 인재 풀이 매우 제한적입니다. 많은 분들이 스스로 할 수 있다고 말하지만, 경영자 입장에서 바람직한 분을 택하려고 한다면 제약이 굉장히 많습니다."
9. ↑  리처드 돕스 맥킨지 서울사무소 디렉터는 최근 한 심포지엄에서 "영국과 미국은 풍부한 사업 경험과 상업적 백그라운드를 가진 경영인 출신으로 이사회를 구성한다"고 밝혔다.
10. ↑  미국 콘ㆍ페리 연구소 조사에 따르면 그렇다.

### 참조주
1. 1 2  염후권 (2007). 《손에 잡히는 최신 금융증권용어》. 중앙경제평론사. ISBN 9788960540248.
2. ↑  김화진 (2005). 《이사회》. 서울: 박영사. 32쪽. ISBN 8910513713.
3. 1 2  박원호 (2009년 9월). “사외이사제도 도입 10년 - 평가와 개선과제”. 《월간 상장》. 2010년 2월 19일에 확인함.
4. 1 2 3 4 5 6 7  김인수 기자 (2010년 12월 3일). “무엇이 위대한 이사회를 만드는가”. 매일경제.
5. 1 2 3 4  콜린 카터 외 (2007). 《이사회 원점에서 시작하라》. 보스턴컨설팅 그룹 옮김. 쓰리메카닷컴. ISBN 9788995467794.
6. 1 2  김인수 기자 (2010년 12월 3일). “이사회 침묵하면 회사는 침몰한다”. 매일경제.
7. ↑  “이사회, 더도덜도 말고 7명만 구성해라”. 한국경제. 2010년 12월 27일.
8. 1 2  김화진 (2009). 《기업지배구조와 기업금융》. 서울: 박영사. ISBN 9788971890660.
9. ↑  대법원 1985.6.25.선고 84다카1954판결.
10. 1 2  엔도 이사오 (2008). 《크리에이티브 비즈니스 씽킹》. 토네이도. ISBN 9788992060394.
11. ↑  사외이사제도란
12. ↑  현행 사외이사제도
13. ↑  상법시행령 제13조 제3항
14. ↑  상법시행령 제13조 제4항
15. ↑  상법시행령 제13조 제5항
16. ↑  김창룡 (2006). 《청렴한국 아름다운 미래》. 한길사. 104쪽. ISBN 8935658332.
17. ↑  구승회 (2005). 《덕과 악덕사이》. 미토. 15쪽. ISBN 9890687313.
18. ↑  ““독립적 사외이사가 기업가치 더 올린다””. 경남일보. 2007년 12월 18일.
19. ↑  Choi, J. J., Park, S. W., Yoo, S. S.,(최종무, 박세운, 유세현) 2007. The value of outside directors: Evidence from corporate governance reform in korea. Journal of Financial and Quantitative Analysis 42, 941–962.
20. ↑  사외이사 제도 무엇이 문제인가 - 파이낸셜뉴스
21. ↑  Higgs, Derek (2003년 1월 20일). “Review of the role and effectiveness of non-executive directors” (PDF). 2007년 6월 10일에 원본 문서 (PDF)에서 보존된 문서. 2007년 10월 20일에 확인함.
22. ↑  “The Higgs Review summary page”. 2007년 10월 30일에 DTI 원본 문서 |url= 값 확인 필요 (도움말)에서 보존된 문서. 2007년 10월 20일에 확인함.